# 玉环“9·25”火灾
玉环“9·25”火灾，又名浙江玉环“9·25”重大火灾事故、浙江省玉环市玉城街道9.25重大火灾案，是指2017年9月25日0时13分发生在中国浙江省玉环市玉城街道小水埠村常兴路21号的一场重大火灾。火灾原因系电动自行车电气线路短路，引燃周围可燃物起火。火灾共造成11人死亡（其中2人系抢救无效死亡），2人重伤。事故发生后，玉环成立玉环市消防整治铁拳办，对安全隐患进行整治。

## 事故经过
2017年9月25日0时13分，玉环市玉城街道小水埠村二路工业区常兴路21号的二间四层半、砖混结构民房一层大厅内停放的电动自行车电气线路短路，引燃周围的可燃物起火。该车距东墙2.5米至4.5米，距北侧卷帘门1.5米至2米，编号为4号。电动车起火之后导致民房起火，烧损建筑、家具、车辆等，过火面积150平方米，一说380平方米。接警后，玉环市消防大队立即出动13辆消防车、50名指战员赶赴现场开展灭火救援工作。火灾发生后，玉环政府启动应急响应，成立火灾事故处置领导小组，负责事故的处置工作。
1时50分，火势基本被扑灭。事故现场发现9人死亡，2人经送医院抢救无效死亡，2人重伤转送台州医院救治，另有10人轻微伤。送往台州医院的两位伤者烧伤面积分别达90%和98%，于25日凌晨4点55分、5点2分相继送达临海，并在台州医院ICU病房接受救治。因此次火灾死亡10人以上，是次火灾由浙江省公安厅消防局负责调查。2017年10月23日，浙江省公安厅消防局作出《火灾事故认定书》（浙公消火认字【2017】0002号）。

## 事故影响
火灾发生后，浙江省委书记车俊、省长袁家军等省领导作出批示，副省长高兴夫赶往现场。台州市委、市政府领导也赶赴现场指导工作，看望受伤人员。事故发生当天上午，台州市召开全市消防安全工作紧急会议，要求各级各部门深刻反思，并引以为戒，开展消防安全隐患大排查大整治。
事故发生之后，玉环市委、市政府先后出台《玉环市民房等重点领域消防整治铁拳行动方案》、《玉环市出租房屋火灾隐患举报奖励暂行办法》等规定，对全市出租房、电动自行车充电进行整治，还召开了“全市消防整治铁拳行动千人动员大会”。之后，玉环成立玉环市消防整治铁拳办及12个消防整治铁拳行动领导小组，整治安全隐患，对居住出租房、老旧工业点、小微企业园等领域进行着重整治。2018年4月，玉环全市火灾发生数同比下降68.33%，并获得了省内检查组的肯定。